# Steinway Street (metropolitana di New York)
Steinway Street è una fermata della metropolitana di New York situata sulla linea IND Queens Boulevard. Nel 2019 è stata utilizzata da 4 715 335 passeggeri. È servita dalla linea R sempre tranne di notte, dalla linea M durante i giorni feriali esclusa la notte, e dalla linea E solo di notte.

## Storia
La stazione fu aperta il 19 agosto 1933.

## Strutture e impianti
La stazione è sotterranea, ha due banchine laterali e due binari. È posta al di sotto di Steinway Street e ha due mezzanini separati, ognuno ospita un gruppo di tornelli e due scale per il piano stradale, quelle del mezzanino settentrionale portano vicino all'incrocio con Broadway, quelle del mezzanino meridionale all'incrocio con 34th Avenue.

## Interscambi
La stazione è servita da alcune autolinee gestite da MTA Bus.
- Fermata autobus